# Mas Vilosa
El Mas Vilosa és una obra amb elements gòtics de Corçà (Baix Empordà) inclosa a l'Inventari del Patrimoni Arquitectònic de Catalunya.

## Descripció
Situat a la banda sud-est del nucli, és un edifici de grans dimensions, de planta rectangular, amb planta baixa, dos pisos i teulada a dues vessants. El casal conserva elements de gran interès, principalment el portal d'accés, adovellat, i la finestra geminada del primer pis, amb arquets conopials decorats amb entrellaços i testes humanes i àligues a les impostes. La resta d'obertures són senzilles, allindades i de mig punt.